# میلان آلکسیچ
میلان آلکسیچ (انگلیسی: Milan Aleksić؛ زادهٔ ۱۳ مهٔ ۱۹۸۶) بازیکن واترپلو اهل صربستان است.
وی در مسابقات کشوری و بین‌المللی در مجموع برندهٔ ۱۴ مدال طلا، ۲ مدال برنز شده‌است.